# Juan Roldán
Juan Domingo „Martillo“ Roldán (* 6. März 1957 in Freyre, Provinz Córdoba; † 18. November 2020 in Córdoba) war ein argentinischer Profiboxer.

## Boxkarriere
Roldán wuchs in schwierigen Verhältnissen als Sohn eines Feldarbeiters in der als „Herz Argentiniens“ bezeichneten Provinz Córdoba auf. Sein Debüt als Boxer gab er bereits im Alter von 13 Jahren. In seiner folgenden Amateurlaufbahn bestritt er 90 Kämpfe, darunter 82 Siege, 4 Unentschieden und nur 4 Niederlagen. 53 seiner Siege erzielte er dabei vorzeitig. In Anlehnung an diese für Amateurverhältnisse beeindruckende Schlagkraft titelte ihn 1974 ein Journalist als „Martillo“ (deutsch: „Hammer“). Diese Bezeichnung übernahm Roldán anschließend als Kampfnamen und behielt ihn bis zum Ende seiner Boxkarriere. 1977 nahm er im Mittelgewicht an den Südamerikanischen Meisterschaften in Venezuela teil und erreichte das Finale. Da er sich in einem vorherigen Duell einen Kieferbruch zugezogen hatte, konnte er jedoch nicht zum letzten Kampf antreten und schied deshalb mit der Silbermedaille aus.
Er begann 1978 mit dem Profiboxen und bestritt eine Reihe von Aufbaukämpfen, wobei er 1979 die Meisterschaft von Córdoba, 1981 die Argentinische Meisterschaft und 1982 die Südamerikanische Meisterschaft gewann. Bis 1984 schaffte er auch Siege gegen Boxer mit positiven Bilanzen wie Jacinto Fernández (43-5), José Burlón (47-5) und Roberto Ruiz (26-1). Dabei bestritt er auch schon erste Kämpfe in den USA. Insgesamt bestritt er bis zur ersten WM-Chance 57 Kämpfe in Argentinien, den USA, Italien und Monaco, wobei er nur zwei Niederlagen, zwei Unentschieden und einen wertungslosen Kampf erlitt. Jedoch konnte er jeden dieser Gegner in weiteren Kämpfen besiegen.
Am 30. März 1984 kam es im Riviera Las Vegas zu einem Kampf um die uneingeschränkte Weltmeisterschaft im Mittelgewicht zwischen Marvin Hagler (58-2) und Juan Roldán (52-2). Hagler hielt die WM-Gürtel aller drei Boxverbände jener Zeit (WBA, WBC, IBF) und hatte ebenfalls jeden Gegner, mit dem er im Ring stand bereits besiegt. In der ersten Runde erzielte Roldán den ersten und zugleich einzigen Niederschlag in Haglers Karriere. Hagler wurde dabei zwar regelwidrig am Hinterkopf getroffen und stürzte dadurch zu Boden, Ringrichter Tony Pérez zählte ihn jedoch an. Roldán erzielte auch noch weitere gute Treffer, wurde jedoch in der dritten Runde ebenso kontrovers angezählt, nachdem er ohne Schlagwirkung in die Seile gerutscht war. Der Kampf endete schließlich in der zehnten Runde mit einer t.K.o.-Niederlage von Roldán, nachdem er nach einem Niederschlag keine Bereitschaft mehr zum weiterkämpfen signalisierte. Er hatte bis dahin bereits ein stark zugeschwollenes rechtes Auge und eine Verletzung an der Nase erlitten.
Für eine erneute WM-Chance musste er sich wieder hochkämpfen, wobei ihm 13 Siege unter anderem gegen WM-Herausforderer wie Juan Ferreyra (24-2), Carlos Herrera (55-9) und James Kinchen (37-2), sowie gegen Ex-WBC-Weltmeister J.B. Williamson (22-2) gelangen. Somit erhielt er am 29. Oktober 1987 in Las Vegas eine erneute WM-Chance um den WM-Titel der WBC im Mittelgewicht. Dieser war vakant geworden, nachdem Hagler den Titel an Sugar Ray Leonard verloren hatte und dieser ihn niederlegte. Sein Gegner wurde Thomas Hearns (44-2), der ebenfalls einmal gegen Hagler verloren hatte. Roldán versuchte noch in der ersten Runde mit wilden Angriffen eine Entscheidung herbeizuführen, musste durch diesen offenen Angriffsstil jedoch zwei Niederschläge hinnehmen. In der zweiten Runde nahm Roldán einen weiteren Niederschlag, boxte dann aber besonnener und brachte Hearns in den Runden drei und vier in Bedrängnis, ehe er selbst durch eine Rechte von Hearns noch in der vierten zu Boden ging und ausgezählt wurde. Hearns wurde damit der erste Boxweltmeister in vier Gewichtsklassen.
1988 schlug er noch zwei Gegner K. o., darunter seinen Landsmann Hugo Corro (50-5). Daraufhin erhielt er am 4. November 1988 in Las Vegas eine dritte WM-Chance, diesmal um den IBF-Gürtel im Mittelgewicht. Er unterlag dabei jedoch durch K. o. in der achten Runde gegen Titelträger Michael Nunn (31-0), nachdem er bereits in der ersten Runde einen Niederschlag hinnehmen musste. Nach diesem Kampf beendete er seine aktive Profikarriere mit 67 Siegen (47 K. o.), fünf Niederlagen, zwei Unentschieden und einem wertungslosen Kampf.
Für die drei Weltmeisterschaftskämpfe erhielt er eine Börse von zusammen 450.000 US-Dollar.
Juan Roldán verstarb an den Folgen von COVID-19.

## Weiteres
1990 wurde er bei den Konex Awards mit 99 weiteren argentinischen Persönlichkeiten mit dem Diploma al Mérito ausgezeichnet.
2006 erschien sein biographischer Werdegang in einem Kapitel des Buches Boxeo ISBN 950-17-5519-3 von Carlos Irusta. 2009 erschien seine Autobiographie Destino y Honor von Carlos Cornaglia.